# Kostel svatého Cyrila a Metoděje (Nové Syrovice)
Kostel svatého Cyrila a Metoděje je farní kostel v římskokatolické farnosti Nové Syrovice, nachází se nedaleko zámku Nové Syrovice v centru obce Nové Syrovice. Kostel je novorománskou stavbou.

## Historie
Obec Nové Syrovice je poměrně mladá, první písemná zmínka o obci pochází až z konce 15. století, kostel v obci pak nebyl až do počátku 20. století, obec byla přifařena farnosti v Častohosticích. Občané se však rozhodli v roce 1898, že kostel postavit nechají a tak v roce 1902 se začal kostel stavět, stavba trvala až do roku 1906.
V roce 2007 došlo k rekonstrukci kostela.